# Без резервации
„Без резервации“ (на английски: No Reservations) е филм, американска продукция с режисьор Скот Хикс, представяща ни драмата на живота и преодоляването на проблемите по един много забавен и оригинален начин.

## Сюжет
Кейт (Катрин Зита-Джоунс) е прецизна до болка готвачка, чийто живот е обсебен от работата ѝ в кухнята на престижен ресторант в Манхатън.
Работохолизмът ѝ води до липса на социален живот извън кухнята. До деня, в който сестра ѝ загива в автомобилна катастрофа, а като настойник на дъщеря ѝ Зоуи (Абигейл Бреслин)е посочена самата Кейт. Друг повратен момент в живота на Кейт е назначаването на Ник (Арън Екхарт)за помощник-готвач, който успява да се превърне в любимец на останалия персонал, а и на собственичката Паула (Патриша Кларксън). От врагове в кухнята Ник и Кейт се сближават заради Зоуи, но докъде ще стигнат отношенията им?